# David Johnston
David Lloyd Johnston (Greater Sudbury, 28 giugno 1941) è un giurista e politico canadese, governatore generale del Canada dal 2010 al 2017.

## Biografia
Dal 2010 al 2017 ha ricoperto la carica di governatore generale del Canada, il 28° dalla nascita del Canada, rappresentando il monarca del Regno Unito quale Capo dello Stato del Canada in ogni momento in cui questi si trovi fuori dal territorio del Canada. In precedenza era un giurista specializzato in diritto del lavoro.

## Opere
- Cases and Materials on Corporate Finance and Securities Law (1967).
- Computers and Law (1968).
- Cases and Materials on Company Law (1969).
- Cases and Materials on Securities Law (1971).
- Business Associations (1979).
- Canadian Companies and the Stock Exchange (1980).
- Canadian Securities Regulation (1982, 2003, 2006).
- Partnerships and Canadian Business Corporations, Vols. 1 and 2 (1983, 1989, 1992).
- If Quebec Goes... The Real Cost of Separation (1995).
- Getting Canada On-line: Understanding the Information Highway (1995).
- Cyberlaw (1997).
- Communications in Law in Canada (2000).
- Halsbury's Law of Canada (2007).